# TANGO NOIR
「TANGO NOIR」（タンゴ・ノアール）は、日本の歌手中森明菜の楽曲。この楽曲は中森の17枚目のシングルとして、1987年2月4日にワーナー・パイオニア（現：ワーナーミュージック・ジャパン）のリプリーズ・レコードレーベルよりリリースされた (EP: L-1753)。

## 背景
「TANGO NOIR」は、1987年2月4日にシングル・レコード (EP: L-1753)で発売された。この楽曲は、冬杜花代子が作詞し、中森のシングルA面楽曲では「SAND BEIGE -砂漠へ-」以来2度目となる都志見隆が作曲を手掛け、編曲は「SOLITUDE」以来となる中村哲が務めた。冬杜と都志見によるコンビは、この「TANGO NOIR」が最初であった。本曲について都志見は「音程の下の方は、どちらかというと埋もれ気味になってしまう。ですから、この曲では埋もれ気味になる下の方の音を使わず、1オクターブの幅で作ったんですけど、彼女はいつも想像以上に歌いこなしてくれてます」と語っている。この楽曲のレコーディングは28分で終了したと、1987年2月19日のTBS系音楽番組『ザ・ベストテン』に本曲で初登場した際に紹介されている。「TANGO NOIR」は後の作品でも新録されており、1995年12月リリースのベスト・アルバム『true album akina 95 best』と、2002年12月リリースのベスト・アルバム『Akina Nakamori〜歌姫ダブル・ディケイド』にそれぞれ収録されている。2010年には、中森をモチーフとしたパチンコ台『CR中森明菜・歌姫伝説〜恋も二度目なら〜』に本曲が新録された。
「TANGO NOIR」を発表した1987年2月、フジテレビ系音楽番組『夜のヒットスタジオDELUXE』のマンスリーゲストとして1か月間連続出演、1987年2月11日放送で本曲を披露した際、振り付けの中で上体を後ろに仰け反るところがあり、歌い終わった後、衣裳の重みのため仰向けに反った上体が戻せなかったことを、2007年1月29日に出演した日本テレビの番組『ラジかるッ』で明かしている。
シングル盤「TANGO NOIR」のB面として発表された「MILONGUITA」は、大津あきらが作詞し、「北ウイング」を手掛けた林哲司による作曲で、アレンジは「TANGO NOIR」に続いて中村が務めた楽曲である。

## チャート成績
この楽曲は、TBS系の音楽番組『ザ・ベストテン』では、1987年2月19日の初登場から1987年3月19日の5週連続で最高順位1位を記録した。オリコン週間シングルチャートでは、1987年2月16日付で初登場・最高順位ともに1位を記録し、翌週の1987年2月23日付でも2週連続となる1位を記録した。同チャートの100位以内においては、計13週に渡ってランクインしている。また、1987年度のオリコン年間シングルチャートでは、2位を記録した。累計売上は34.8万枚（オリコン調べ）を記録した。

## 収録曲
| 全編曲: 中村哲。 |                |            |           |      |
| #                | タイトル       | 作詞       | 作曲      | 時間 |
| A.               | 「TANGO NOIR」 | 冬杜花代子 | 都志見隆  | 4:08 |
| B.               | 「MILONGUITA」 | 大津あきら | 林哲司    | 4:28 |
| 合計時間:        | 合計時間:      | 合計時間:  | 合計時間: | 8:36 |

### 規格
- 1988年6月25日 - 8cmCD: 10SL-147[17]
- 1988年12月21日 - CT: 10L5-4056[18]
- 1998年11月26日 - 12cmCD: WPC6-8674[19]
- 2008年11月12日 - デジタル・ダウンロード[20][21]
- 2014年6月18日 - 12cmCD, Singles Box 1982-1991の一枚として

## クレジット
- Photo by 坂野豊[6]
- ミキサー: 石崎信郎[3]

## 収録アルバム
TANGO NOIR
- 『CD'87』[2]
- 『BEST II』[2]

MILONGUITA
- 『CD'87』[2]

## カバーしたアーティスト
TANGO NOIR
- 女優の片瀬那奈が2004年4月にリリースした彼女の2枚目のアルバム『EXTENDED』にてカバーしている[22][23]。
- 香港の歌手のヨリンダ・ヤンが1988年に発表したアルバム『無伴的舞』で、広東語による「恕不奉陪」としてカバーした。